# Dź (dwuznak)
Dź (Dź, dź) – polski dwuznak składający się z liter D i Ź. W języku polskim najczęściej oznacza dźwięk spółgłoski zwarto-szczelinowej dziąsłowo-podniebiennej dźwięcznej oznaczany w międzynarodowej transkrypcji fonetycznej IPA symbolem [ʥ].